# Mauro Ianniello
Mauro Ianniello (Casoria, 4 marzo 1927 – Roma, 1º marzo 1999) è stato un politico italiano.

## Biografia
Esponente campano della Democrazia Cristiana. Dal 1968 al 1987 è deputato alla Camera, per un totale di cinque legislature consecutive. È stato sottosegretario alle Finanze nel primo e nel secondo governo Cossiga (dal 1979 al 1980). Diventa poi senatore nel 1987, restando in carica un mandato fino al 1992.
Muore il 1º marzo 1999, tre giorni prima di compiere 72 anni.